# Weinmannia
Weinmannia es un género de fanerógamas en la familia Cunoniaceae. Con la excepción de las especies de la Patagonia y Nueva Zelanda, las especies del género crecen en climas tropicales. Comprende 317 especies descritas y de estas, solo 81 aceptadas.

## Descripción
Árboles o arbustos; hermafroditas. Hojas opuestas, imparipinnadas u ocasionalmente simples; estípulas interpeciolares connadas. Inflorescencias racemosas; flores blancas o rojizas; pétalos presentes. Fruto una cápsula 2-locular, con estilos alargados y persistentes en el ápice.

## Taxonomía
El género fue descrito por Carlos Linneo y publicado en Systema Naturae, Editio Decima 2, 997, 1005, 1367, en 1759.

#### Etimología
Weinmannia: nombre genérico otorgado en honor del botánico y boticario alemán Johann Wilhelm Weinmann (1683 – 1741), quien tuvo su propio jardín botánico en Regensburg (hoy Ratisbona), y produjo 4 volúmenes de los 8 de Phytanthoza iconographia (1737 – 1745).

## Especies
- Weinmannia apurimacensis O.C.Schmidt (Perú)
- Weinmannia bangii (Rusby) Engl.
- Weinmannia boiviniana Tul. (Bolivia)
- Weinmannia boliviensis R.E.Fr.
- Weinmannia corocoroensis J.Bradford & P.E.Berry (Venezuela)
- Weinmannia costulata Cuatrec.
- Weinmannia descendens Diels
- Weinmannia dryadifolia Moric. ex Ser.
- Weinmannia fagaroides Kunth (Bolivia)
- Weinmannia haenkeana Engl. (Perú)
- Weinmannia ilutepuiensis P.E.Berry & J.Bradford (Venezuela)
- Weinmannia jelskii Szyszył.
- Weinmannia loxensis
- Weinmannia ovata Cav. - machi del Perú[6]
- Weinmannia pinnata
- Weinmannia portlandiana
- Weinmannia reticulata Ruiz & Pav. - machi del Perú[6]
- Weinmannia rollottii (Andes)
- Weinmannia spiraeoides
- Weinmannia stenocarpa
- Weinmannia tinctoria (Islas Mascareñas)
- Weinmannia tomentosa (Colombia)
- Weinmannia trichosperma (Argentina y Chile)
- Weinmannia ueli